# Courtry
Courtry és un municipi francès, situat al departament de Sena i Marne i a la regió d'Illa de França. L'any 2007 tenia 5.989 habitants.
Forma part del cantó de Villeparisis, del districte de Torcy i de la Comunitat d'aglomeració de París-Vallée de la Marne.

## Demografia

### Població
El 2007 la població de fet de Courtry era de 5.989 persones. Hi havia 2.004 famílies, de les quals 292 eren unipersonals (124 homes vivint sols i 168 dones vivint soles), 544 parelles sense fills, 996 parelles amb fills i 172 famílies monoparentals amb fills.
La població ha evolucionat segons el següent gràfic:
Habitants censats

### Habitatges
El 2007 hi havia 2.098 habitatges, 2.026 eren l'habitatge principal de la família, 18 eren segones residències i 54 estaven desocupats. 1.926 eren cases i 166 eren apartaments. Dels 2.026 habitatges principals, 1.822 estaven ocupats pels seus propietaris, 164 estaven llogats i ocupats pels llogaters i 40 estaven cedits a títol gratuït; 17 tenien una cambra, 87 en tenien dues, 232 en tenien tres, 485 en tenien quatre i 1.205 en tenien cinc o més. 1.741 habitatges disposaven pel capbaix d'una plaça de pàrquing. A 868 habitatges hi havia un automòbil i a 1.064 n'hi havia dos o més.

### Piràmide de població
La piràmide de població per edats i sexe el 2009 era:
| Homes | Edats   | Dones |
| ----- | ------- | ----- |
| 0     | 95 o +  | 0     |
| 4     | 90 a 94 | 0     |
| 12    | 85 a 89 | 24    |
| 12    | 80 a 84 | 36    |
| 28    | 75 a 79 | 44    |
| 68    | 70 a 74 | 84    |
| 72    | 65 a 69 | 88    |
| 108   | 60 a 64 | 88    |
| 176   | 55 a 59 | 192   |
| 328   | 50 a 54 | 232   |
| 208   | 45 a 49 | 316   |
| 248   | 40 a 44 | 220   |
| 248   | 35 a 39 | 280   |
| 200   | 30 a 34 | 212   |
| 172   | 25 a 29 | 136   |
| 188   | 20 a 24 | 156   |
| 288   | 15 a 19 | 228   |
| 256   | 10 a 14 | 276   |
| 232   | 5 a 9   | 220   |
| 208   | 0 a 4   | 136   |

## Economia
El 2007 la població en edat de treballar era de 4.215 persones, 3.133 eren actives i 1.082 eren inactives. De les 3.133 persones actives 2.936 estaven ocupades (1.542 homes i 1.394 dones) i 197 estaven aturades (94 homes i 103 dones). De les 1.082 persones inactives 322 estaven jubilades, 487 estaven estudiant i 273 estaven classificades com a «altres inactius».

### Ingressos
El 2009 a Courtry hi havia 2.090 unitats fiscals que integraven 6.123,5 persones, la mediana anual d'ingressos fiscals per persona era de 24.636 €.

### Activitats econòmiques
Dels 280 establiments que hi havia el 2007, 3 eren d'empreses alimentàries, 3 d'empreses de fabricació de material elèctric, 26 d'empreses de fabricació d'altres productes industrials, 71 d'empreses de construcció, 63 d'empreses de comerç i reparació d'automòbils, 16 d'empreses de transport, 4 d'empreses d'hostatgeria i restauració, 5 d'empreses d'informació i comunicació, 9 d'empreses financeres, 8 d'empreses immobiliàries, 41 d'empreses de serveis, 20 d'entitats de l'administració pública i 11 d'empreses classificades com a «altres activitats de serveis».
Dels 80 establiments de servei als particulars que hi havia el 2009, 1 era una oficina de correu, 7 tallers de reparació d'automòbils i de material agrícola, 1 establiment de lloguer de cotxes, 13 paletes, 10 guixaires pintors, 7 fusteries, 18 lampisteries, 9 electricistes, 5 empreses de construcció, 2 perruqueries, 1 veterinari, 2 restaurants, 2 agències immobiliàries i 2 salons de bellesa.
Dels 10 establiments comercials que hi havia el 2009, 4 eren botiges de menys de 120 m², 2 fleques, 1 una peixateria, 2 drogueries i 1 una joieria.
L'any 2000 a Courtry hi havia 10 explotacions agrícoles.

## Equipaments sanitaris i escolars
El 2009 hi havia 2 farmàcies i 1 ambulància.
El 2009 hi havia 2 escoles maternals i 3 escoles elementals. Courtry disposava d'un col·legi d'educació secundària amb 490 alumnes.

## Poblacions més properes
El següent diagrama mostra les poblacions més properes.